# Kaliummanganat
Kaliummanganat, K2MnO4, är ett grönt salt som används för att tillverka kaliumpermanganat.

## Produktion
Kaliummanganat tillverkas genom att tillsätta mangandioxid till smält kaliumhydroxid och antingen röra om och låta luftens syre oxidera smältan eller tillsätta ett oxiderande salt som kaliumnitrat eller kaliumklorat.
2 MnO2 + 4 KOH + O2 → 2 K2MnO4 + 2 H2O
Kaliummanganatet kan sedan göras om till kaliumpermanganat genom att bubbla koldioxid genom en lösning av det gröna saltet.
2 K2MnO4 +2 CO2  ⇒2 KHCO3 +2 KMnO4

## Reaktioner
Om man tillsätter en syra eller bubblar koldioxid genom en vattenlösning av kaliummanganat får man kaliumpermanganat.